# Gayophytum decipiens
Gayophytum decipiens är en dunörtsväxtart som beskrevs av H. Lewis och Szweyk.. Gayophytum decipiens ingår i släktet Gayophytum och familjen dunörtsväxter. Inga underarter finns listade i Catalogue of Life.